# 赤土 (菊川市)
赤土（あかつち）は静岡県菊川市の大字。

## 地理
菊川市の南部、小笠東地区の西部に位置する。牧之原市との境に飛地がある。東で川上、西で嶺田、南で河東及び高橋、北で下平川及び棚草と接する。また、飛地は東で牧之原市菅ケ谷、西は古谷、南は川上、北は牧之原市大寄と接する。

### 河川
- 丹野川

### 字一覧
70以上の字がある（2018年（平成30年）10月16日現在）。
- 地田（ちでん）
- 松下（まつした）
- 四反田（したんだ）
- 御輿休（みこしやすみ）
- 扇田（あおぎた）
- 五郎平前（ごろうべいまえ）
- 中川（なかがわ）
- 中島（なかじま）
- 蔵屋敷（くらやしき）
- 上之段（うえのだん）
- 元寺家（もとじけ）
- 道金ケ谷（どうきんがや）
- 峯海戸（みねがいと）
- 峰反法（みねたんぼう）
- 紺屋海戸（こうやがいと）
- 新井川瀬（あらいかわせ）
- 石神（いしがみ）
- 下割（したわり）
- 横割（よこわり）
- 本下田（ほんげた）
- 政所（まんどころ）
- 樋詰（といずみ）
- 西八町（にしはっちょう）
- 馬洗場（うまあらいば）
- 八畝割（やせわり）
- 柳原（やなぎはら）
- 勘場川（かんばがわ）
- 忠太夫前（ちゅうだゆうまえ）
- 雨垂（うたり）
- 雨前（あままえ）
- 中割（なかわり）
- 京田（きょうでん）
- 菅ケ坪（すげがつぼ）
- 十王田（じゅうおうでん）
- 藤後（とうご）
- 八内（はちうち）
- 道生方（どうじょうがた）
- 猫田（ねこだ）
- 三島（さんしま）
- 藤作下（とうさくした）
- 六反田（ろくたんだ）
- 川畔（かわぐろ）
- 下馬喰（したばまみ）
- 上馬喰（うわばまみ）
- 七ノ坪（しちのつぼ）
- 八反田（はったんだ）
- 畔中（くろなか）
- 砂光面（すこうめん）
- 箕打海戸（みうちがいと）
- 洲崎（すざき）
- 大瀬戸（おおせと）
- 元橋（もとばし）
- 茶ノ木原（ちゃのきばら）
- 上ノ内（じょうのうち）
- 内小森（うちこもり）
- 山官（やまかん）
- 西浦（にしうら）
- 舟戸（ふなと）
- 髙道（たかみち）
- 五反田（ごたんだ）
- 机田（つくえだ）
- 藤ノ木（ふじのき）
- 三反田（さんたんだ）
- 鎗ケ崎（やりがさき）
- 袋（ふくろ）
- 久根合（くねあい）
- 新田（しんでん）
- 袋ノ坪（ふくろのつぼ）
- 赤土沢（あかつちざわ）
- 赤土原（あかつちはら）
- 東藤後（ひがしとうご）
- 下海（しもがい）
- 池田（いけだ）

## 歴史

### 沿革
- 1889年（明治22年）4月1日 - 町村制の施行により、城東郡赤土村が周辺の村と合併し、城東郡相草村となる[WEB 7]。旧村名は相草村の大字として残る[WEB 8]。
- 1896年（明治29年）4月1日 - 郡制の施行により所属郡が小笠郡に変更。
- 1940年（昭和15年）11月1日 – 相草村と川野村が合併し、小笠村となる。
- 1954年（昭和29年）3月31日 – 小笠村が平田村・南山村と新設合併を行い、小笠町が発足する。
- 2005年（平成17年）1月17日 – 小笠町が菊川町と新設合併を行い、菊川市となる。

## 施設
- 菊川市水道事務所
- 菊川市民総合体育館
- NOK 東海事業場
- フライスター静岡工場
- 生駒化学工業 東海工場
- 石田研磨工業所 本社・本社工場
- マム小笠店
- ウエルシア薬局菊川赤土店
- セブン-イレブン菊川赤土店
- ファミリーマート小笠赤土店

## 交通

### バス
- しずてつジャストライン菊川浜岡線：（菊川駅前 方面 - ）赤土（ - 浜岡営業所 方面）
- 菊川市コミュニティバス
  - 丹野・嶺田コース：（菊川市立総合病院 方面 - ）赤土下 - あかっちクリニック - 菊川市水道事務所（ - 西ケ崎公民館 方面）
  - 三沢・河東コース：（菊川市立総合病院 方面 - ）赤土下 - あかっちクリニック - 菊川市水道事務所（ - 菊川市立総合病院 方面）
  - 奈良野・布引原コース：（菊川市立総合病院 方面 - ）あかっちクリニック - 菊川市水道事務所 - 赤土下 - 赤土公民館 - 赤土上（ - 川上内区間 - ）布引原南公民館（ - 布引原北公民館 方面）

### 道路
- 静岡県道37号掛川浜岡線
- 静岡県道242号浜岡菊川線

## その他

### 学区
小学校・中学校の学区は以下の通りである。
| 番・番地等 | 小学校               | 中学校             |
| ---------- | -------------------- | ------------------ |
| 全域       | 菊川市立小笠東小学校 | 菊川市立岳洋中学校 |

### 警察
警察の管轄区域は以下の通りである。
| 番・番地等 | 警察署     | 交番・駐在所 |
| ---------- | ---------- | ------------ |
| 全域       | 菊川警察署 | 小笠交番     |

### WEB
1. ↑  “h02_22.csv”.   総務省 (2022年2月10日). 2025年1月18日閲覧。
2. ↑  “静岡県菊川市 (22224)”.   人文学オープンデータ共同利用センター. 2025年1月18日閲覧。
3. ↑  “静岡県 菊川市 赤土の郵便番号 - 日本郵便”.   日本郵便. 2025年2月15日閲覧。
4. ↑  “市外局番の一覧”.   総務省 (2022年3月1日). 2025年1月18日閲覧。
5. ↑  “事業所案内及び管轄地域（事務所3件、分室3件）”.   一般社団法人静岡県自動車会議所. 2025年1月18日閲覧。
6. ↑  “菊川市小字一覧 - 静岡県オープンデータ”.   静岡県 (2018年10月16日). 2025年1月18日閲覧。
7. ↑  “historyofcities.pdf”.   静岡県総務部合併推進室・財団法人静岡県市町村振興協会. 2025年1月18日閲覧。
8. ↑  “解説ページ”.   株式会社エア. 2025年1月18日閲覧。
9. ↑  “菊川市／通学区域一覧”.   菊川市 (2024年4月1日). 2025年1月18日閲覧。
10. ↑  “交番駐在所一覧表｜静岡県警察”.   静岡県警察 (2023年6月12日). 2025年1月18日閲覧。